# Alfréd Wetzler
Alfréd Israel Wetzler (10 de mayo de 1918 - 8 de febrero de 1988), que escribió bajo el alias Jozef Lánik, fue un escritor judío eslovaco. Es conocido por haber escapado del campo de concentración de Auschwitz y coescribir el Informe Vrba-Wetzler, que ayudó a detener la deportación de judíos de Hungría, salvando miles de personas.

## Biografía
Wetzler nació en Nagyszombat, Imperio austrohúngaro (ahora Trnava, Eslovaquia ). Después de la Primera Guerra Mundial, su lugar de nacimiento pasó a formar parte de Checoslovaquia. Trabajó en Trnava durante el período 1936-1940. 
Debido a su ascendencia judía, fue arrestado en 1942 y llevado al campo de Sered en el sur de Eslovaquia. El 13 de abril de 1942 fue trasladado al campo de concentración de Birkenau (Auschwitz II), donde recibió el número de prisionero 29.162. Escapó con Rudolf Vrba el 10 de abril de 1944, junto con el cual escribió la historia de sus experiencias en el campo de exterminio en el informe Auschwitz, Tumba de cuatro millones, un relato fáctico basado en el informe Wetzler-Vrba y de otros testigos. El documento combinó el material del informe Vrba-Wetzler y otros dos, que se presentaron juntos como prueba en los Juicios de Núremberg como documento núm. 022-L, pieza no. 294-EE. UU. Más tarde escribió un relato ficticio bajo el alias Jozef Lánik llamado Lo que Dante no vio.
Después de la guerra, Wetzler se unió al Partido Comunista de Checoslovaquia, luego fue encarcelado y expulsado del partido, pero luego fue rehabilitado. Trabajó como editor en un periódico eslovaco en Bratislava. En 1964 fue testigo en el primer juicio de Auschwitz en Fráncfort. 
Murió en Bratislava en 1988. Está enterrado en el cementerio judío ortodoxo.
En 2007 recibió póstumamente la Orden de Eslovaquia (Kríž Milana Rastislava Štefánika), establecida en memoria de Milan Rastislav Štefánik.

## Informe Vrba-Wetzler

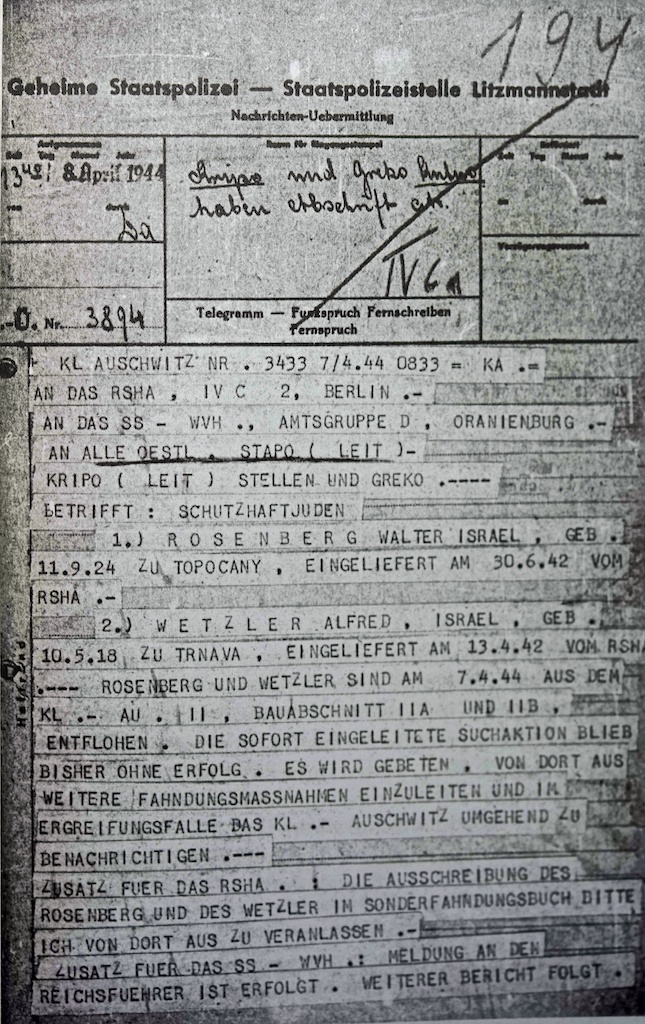
Informe interno de la SS sobre la fuga. (1944)

Wetzler es conocido por el informe que él y su compañero de fuga, Rudolf Vrba, compilaron sobre el funcionamiento interno del campo de Auschwitz: un plano del campo, detalles de construcción de las cámaras de gas, crematorios y, lo más convincente, una etiqueta de un bote de Zyklon B. El informe Vrba-Wetzler, de 33 páginas, fue publicado a mediados de 1944, fue el primer documento detallado sobre Auschwitz en llegar a Occidente que los aliados consideraron creíble (en 1943, el oficial polaco Witold Pilecki escribió y envió su propio informe al gobierno polaco en el exilio y, a través de él, al gobierno británico y otros aliados).
Las deportaciones de Hungría se detuvieron después de que el judío húngaro-rumano George Mantello, entonces primer secretario de la misión de El Salvador en Suiza, publicara el informe, que condujo a la salvación de miles de judíos húngaros. A la publicación de partes del informe en junio de 1944 se le atribuye haber ayudado a persuadir al regente húngaro, Miklós Horthy, para que detuviera la deportación de judíos de ese país a Auschwitz, que había estado procediendo a un ritmo de 12.000 por día desde mayo de 1944.
El 26 de junio, Richard Lichtheim, de la Agencia Judía en Ginebra, envió un telegrama a Inglaterra pidiendo a los Aliados que responsabilicen personalmente a los miembros del gobierno húngaro por los asesinatos. El cable fue interceptado por el gobierno húngaro y se lo mostró al primer ministro Döme Sztójay, quien se lo pasó a Horthy, el cual ordenó el fin de las deportaciones el 7 de julio, que se detuvieron dos días después.
Adolf Hitler instruyó al representante nazi en Hungría, Edmund Veesenmayer, para que transmitiera un mensaje de protesta a Horthy. Horthy resistió las amenazas de Hitler, y los 200.000-260.000 judíos de Budapest se salvaron temporalmente de la deportación, hasta que el partido pronazi Partido Arrow Cross tomó el poder en Hungría en un golpe de Estado el 15 de octubre de 1944. En adelante, las deportaciones se reanudaron, pero para entonces, la intervención diplomática de las embajadas de Suecia, Suiza, España y Portugal en Budapest, así como la del nuncio papal, Angelo Rotta, salvaron a decenas de miles hasta la llegada del Ejército Rojo a Budapest en enero de 1945.
El historiador Sir Martin Gilbert dijo: "Alfred Wetzler fue un verdadero héroe. Su fuga de Auschwitz y el informe que ayudó a compilar, diciendo por primera vez la verdad sobre el campo como lugar de asesinatos en masa, condujeron directamente a salvar la vida de miles de judíos: los judíos de Budapest que estaban a punto de ser deportados. a sus muertes. Ningún otro acto en la Segunda Guerra Mundial salvó a tantos judíos del destino que Hitler había determinado para ellos".

## Obras
- Como Jozef Lánik: Was Dante nicht sah. Novela. Traducido del eslovaco por Erich Mehnert. Nueva edición revisada: Nausner & Nausner, Graz y Viena, 2007, ISBN 978-3-901402-43-2. (en alemán)
- Como Jozef Lánik: Escape from hell. The true story of the Auschwitz protocol. Traducido del eslovaco por Ewald Osers. Editado por Péter Várnai. Berghahn, New York 2007, ISBN 978-1-84545-183-7. (en inglés)